# Varzy
Varzy – miejscowość i gmina we Francji, w regionie Burgundia-Franche-Comté, w departamencie Nièvre.
Według danych na rok 1990 gminę zamieszkiwało 1455 osób, a gęstość zaludnienia wynosiła 35 osób/km² (wśród 2044 gmin Burgundii Varzy plasuje się na 153. miejscu pod względem liczby ludności, natomiast pod względem powierzchni na miejscu 64.).